# Steven Oleksy
Steven "Steve" Oleksy, född 4 februari 1986, är en amerikansk professionell ishockeyspelare som är kontrakterad till NHL-laget Toronto Maple Leafs och spelar för deras farmarlag Toronto Marlies i AHL.
Han har tidigare spelat på NHL-nivå för Pittsburgh Penguins och Washington Capitals och på lägre nivåer för San Diego Gulls, Toronto Marlies, Wilkes-Barre/Scranton Penguins, Hershey Bears, Bridgeport Sound Tigers och Lake Erie Monsters i AHL samt Idaho Steelheads, Idaho Steelheads, Toledo Walleye och Las Vegas Wranglers i ECHL, Port Huron Icehawks i IHL, Lake Superior State Lakers i NCAA, Traverse City North Stars i NAHL och Metro Jets i CSHL.
Han blev aldrig draftad av något lag.